# Plus haut que la mer
Plus haut que la mer (titre original en italien : Più alto del mare) est un roman italien de Francesca Melandri publié originellement en Italie le 15 février 2012 et en français le 5 février 2015 aux éditions Gallimard. Il a reçu en Italie le prix Stresa l'année de sa parution.

## Historique du roman

### Écriture du roman
Plus haut que la mer est le deuxième volume de ce qui constituera, au fil de leur publication, une trilogie informelle – constituée autour d'une réflexion, à double sens, sur la patrie et la paternité – appelée par Francesca Melandri la « trilogie des pères » incluant Eva dort (2010) et Tous, sauf moi (2017).

### Sélections et prix littéraires
En Italie comme en France, Plus haut que la mer a reçu de nombreux prix littéraires :
- Prix Stresa 2012.
- Prix Rapallo-Carige 2012[2].
- Sélection finale du prix Campiello 2012[3].
- Prix Jean-Carrière 2015[4].
- Prix de l'Union interalliée 2016[4].

## Résumé
Durant les années de plomb où le terrorisme politique fit vaciller la société italienne, Paolo, un professeur d'histoire et de philosophie, et Luisa, une paysanne mère de cinq enfants, vont rendre visite dans une prison de haute sécurité située sur une petite île de la Méditerranée l'un à son fils, militant des Brigades rouges condamné pour meurtres politiques, l'autre à son mari, coupable de deux meurtres ordinaires mais perpétrés de manière extrêmement violente. Après un long voyage pour atteindre l'île et rendre visite à leurs proches, la survenue d'un mistral violent empêche la navette par bateau de regagner le continent, forçant les deux visiteurs à rester sur l'île durant une nuit sous la surveillance de Nitti, un gardien de la prison.
Paolo et Luisa, tous deux brisés par la tragédie qui touche aussi les parents des criminels, vont, alors qu'ils ne se connaissaient pas, trouver en l'autre – comme une évidence, malgré le peu de mots échangés –, une immédiate commisération dans leur malheur à la fois si semblable et si différent. Une écoute, quelques gestes et regards, peu de paroles mais de simples attentions données sans arrière-pensée leur permettront de relever un peu la tête dans leur durable abattement.

## Accueil critique
Le journal italien Internazionale qualifie l'ouvrage de « magistral et d'une grande intensité émotionnelle ». Lors de sa parution en France, le roman reçoit un accueil favorable dans la presse généraliste, le journal La Croix soulignant la qualité d'un « texte subtil ».

## Éditions
- (it) Più alto del mare, éd. Rizzoli, Milan, 2012,  (ISBN 9788817055956)
- (de) Über Meereshöhe, trad. Bruno Genzler, éd. Blessing, Munich, 2012,  (ISBN 978-3-89667-485-2).
- (nl) Hoger dan de zee, trad. Jan van der Haar, éd. Cossee, Amsterdam, 2013,  (ISBN 9789059364332).
- Éditions Gallimard, trad. Danièle Valin, coll. « Du monde entier », 2015  (ISBN 9782070139453).
- Éditions Gallimard, trad. Danièle Valin, coll. « Folio » no 6103, 2016,  (ISBN 9782070468874).